# Kuranda
Kuranda is een dorp in het Atherton Tableland in het noorden van Queensland, Australië en ligt op een hoogte van 330 meter boven de zeespiegel. Cairns ligt op 25 kilometer afstand, bereikbaar via de Kuranda Range. Het dorp wordt omgeven door regenwoud.

## Geschiedenis
Het regenwoud om Kuranda was gedurende 10.000 jaar de woonomgeving van het Djabugay-volk. Europeanen begonnen het gebied te verkennen in de 19e eeuw. Kuranda werd voor het eerst bewoond in 1885 en Thomas Behan begon in 1888 met het verkennen van het omringende gebied. In 1887 werd begonnen met de aanleg van de, nu beroemde, spoorlijn van Cairns naar Herberton. De spoorlijn bereikte Kuranda in 1891. Het huidige station is gebouwd in 1915.
In het gebied werd koffie verbouwd in het begin van de 20e eeuw, maar hout vormde gedurende een aantal jaren de belangrijkste industrie.
De Barron Gorge-waterkrachtcentrale is in de 1960s vlak bij Kuranda gebouwd. Gedurende de 1960s en 1970s was Kuranda een populaire bestemming voor mensen met een alternatieve levenswijze en heden ten dage is het een bloeiende toeristenbestemming.

## Toerisme

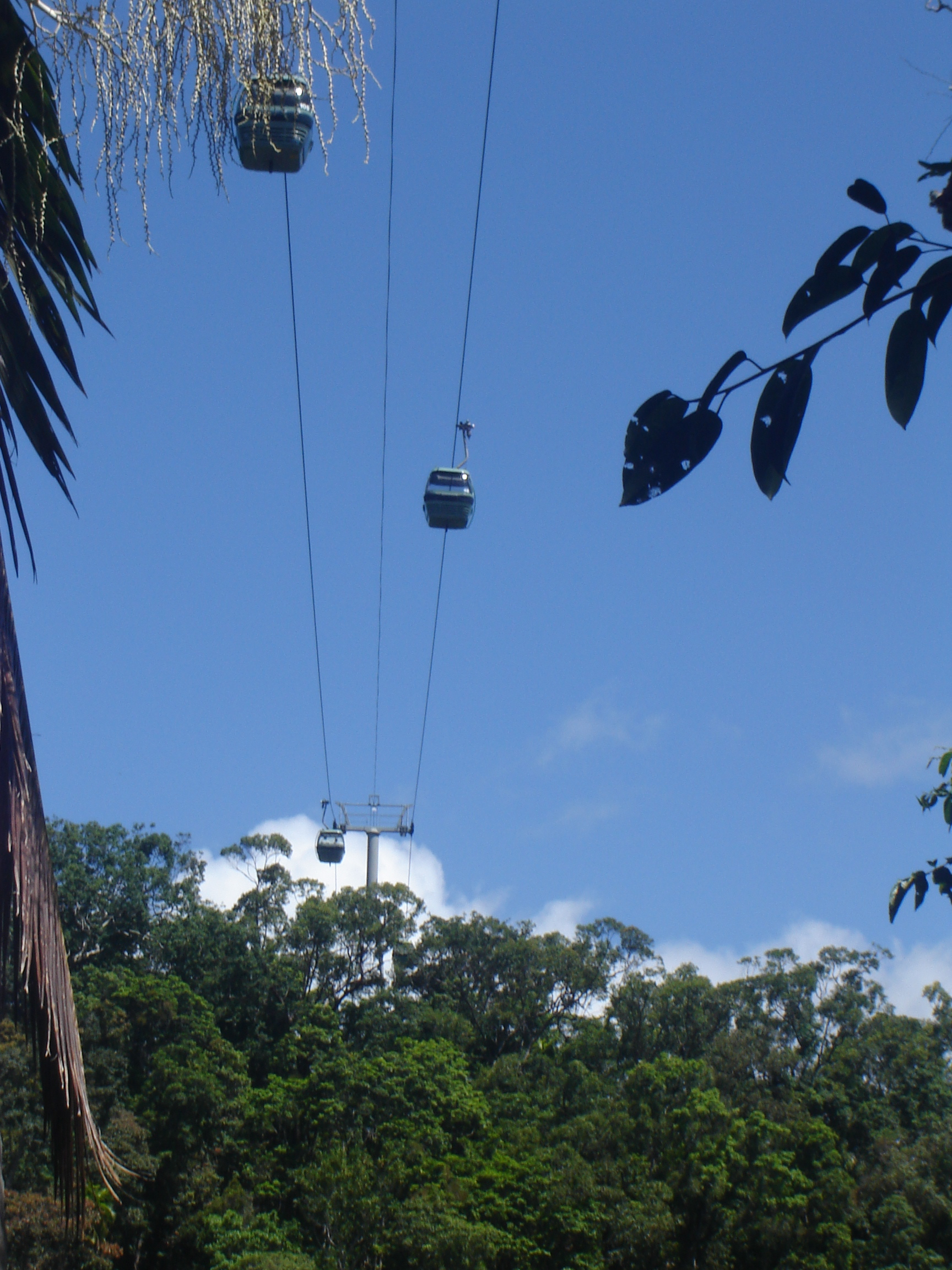
Skyrail boven Kuranda.

Elke week arriveren duizenden toeristen in het dorp, door gebruik te maken van de Kuranda Scenic Railway, de Kuranda Skyrail kabelbaan of via de weg over de Kuranda Range.
In het dorp is een markt te vinden met diverse kunst stalletjes en restaurants. Kuranda is een belangrijk centrum in de opaal en didgeridoo industrie. Hier was oorspronkelijk het Tjapukai danstheater, dat opgericht was door de New Yorkers Judy en Don Freeman. Het theater bevindt zich nu bij het Skyrail-grondstation bij Caravonica. In Kuranda bevinden zich onder andere ook een vogelpark (Birdworld Kuranda), een vlindertuin (Australian Butterfly Sanctuary) en een kleine dierentuin (Kuranda Koala Gardens). Om het dorp heen zijn ook talrijke wandelpaden en uitzichtpunten, op onder andere de Barron rivier.

## Weer
Aangezien Kuranda in de tropen ligt zijn er slechts kleine verschillen in de temperatuur. De seizoenen bestaan eigenlijk slechts uit een droog seizoen en een regenseizoen. De lucht is niet zo vochtig als in de nabijgelegen kuststeden aangezien het hoog in het achterland ligt.